# Friedrich Schmiedl
Friedrich Schmiedl (* 14. Mai 1902 in Schwertberg, Oberösterreich; † 11. September 1994 in Graz) war ein österreichischer Raketenpionier und Erfinder der Raketenpost.

## Sein Leben
Schmiedl begann sich bereits in seiner Jugend für Raketen zu interessieren. Während des Ersten Weltkrieges konstruierte er seine erste Rakete. Im Jahre 1921 begann er mit dem Studium der Chemie an der Technischen Universität Graz. Während dieser Zeit führte er seine Raketenversuche weiter fort. Der junge Student wurde dabei durch seine Professoren und finanziell von seinem Großvater unterstützt.	
Nach seinem Studium ließ sich Schmiedl als selbständiger technischer Forscher in der steirischen Hauptstadt Graz nieder. Während dieser Zeit unternahm er zahllose Experimente mit von ihm gebauten Raketen. Dabei hatte er nach Quellenlage stets sein Ziel, die friedliche Erkundung des Weltraums, vor Augen. Im Jahr 1928 unternahm er sogar Versuche Raketen von Stratosphärenballons aus zu starten, um Treibstoff zu sparen. Hier blieben zwar die erwarteten Erfolge aus, aber seine Experimente brachten wichtige Erkenntnisse zur Erforschung der Erdatmosphäre.
Am 2. Februar 1931 startete Schmiedl auf dem Grazer Schöckl die erste Postrakete der Welt und transportierte damit rund 100 Briefe in den nahegelegenen Ort St. Radegund. Weitere erfolgreiche Postraketenstarts, darunter vom Hochtrötsch bei Semriach, folgten in den nächsten Monaten. Der junge Erfinder und Konstrukteur plante sogar eine eigene Raketenpostlinie Laibach-Graz–Basel zu eröffnen. Dadurch erlangte er vor allem bei Philatelisten einen hohen Bekanntheitsgrad. Daneben entwickelte er auch eine Wetterrakete, die meteorologische Daten in Wolken erfassen konnte. In anderen Versuchen bestückte er die Raketen mit Fotoapparaten, um Luftbilder von Landschaften aufzunehmen. Die Raketen waren mit einem ferngesteuerten Lenkstab versehen und hatten einen Fallschirm, der eine weiche Landung ermöglichen sollte.
In den Jahren 1934 und 1935 wurden seine Versuche durch zwei gesetzliche Änderungen in Österreich jäh beendet. Schmiedl hatte zur Finanzierung seiner Versuche die beförderten Poststücke mit eigenen „Wertmarken“ frankiert, welche die Haupteinnahmequelle für seine Experimente waren. Diese Vorgangsweise wurde von der österreichischen Post durch eine Verordnung unterbunden. Zusätzlich wurde der Besitz von Sprengstoff verboten und unter Todesstrafe gestellt, wodurch Schmiedl gezwungen war, seine Treibstoffvorräte zu vernichten.
An den Arbeiten von Friedrich Schmiedl gab es großes militärisches Interesse mehrerer Staaten. Die japanische Regierung bot ihm 1927 eine Stelle in deren Forschungsprogramm an, die er als überzeugter Pazifist jedoch ablehnte. Diese Einstellung wurde für Friedrich Schmiedl vor allem während der Zeit der deutschen Besatzung von Österreich zum Problem. Der Forscher vernichtete deshalb seine bisherigen Unterlagen und verweigerte jede Zusammenarbeit mit dem Deutschen Heer. Im Jahr 1943 wurde er eingezogen und dem Festungs-Pionierstab auf der Krim zugeteilt.	
Nach dem Zweiten Weltkrieg gab es weitere Angebote an Friedrich Schmiedl, sich beispielsweise an der amerikanischen Raketenentwicklung zu beteiligen, die er jedoch alle ausschlug. Später beschäftigte er sich mit verschiedenen Bootsantrieben (Raketenantrieb, Lamellenantrieb), ehe er 1955 in den Landesdienst eintrat. An seine Frau Eugenie (geborene Stollek), mit der er 50 Jahre lang verheiratet war, erinnert der Eugenie-Schmiedl-Hain nahe seines Mariatroster Wohnhauses.
Am 11. September 1994 starb der Raketenpionier im Alter von 92 Jahren in Graz. Er ist auf dem St.-Leonhard-Friedhof beigesetzt.

## Auszeichnungen
Neben anderen Auszeichnungen ist Friedrich Schmiedl Träger des Ehrenrings des Landes Steiermark und des Großen Goldenen Ehrenzeichens des Landes Steiermark, sowie 1971 der Hermann-Oberth-Medaille, die er von Wernher von Braun überreicht bekam.

## Bibliographie
- Bruno Besser: Friedrich Schmiedl – Raketenpionier und Wegbereiter der Weltraumforschung. in: Karl Acham (Hg.): Naturwissenschaften, Medizin und Technik aus Graz. Böhlau Verlag, Wien-Köln-Weimar 2007, ISBN 978-3-205-77485-3 S. 231–242
- Karl Trobas: Raketen, Raketenpost, Postraketen. Der österreichische Raketenpionier Friedrich Schmiedl. Herausgegeben von Werner Emig. RM-Druck-und-Verlag, Graz 1992, ISBN 3-85375-008-7 (Band 1 der Biografie, ohne Bandzählung).
- Karl Trobas: Raketen, Raketenpost, Postraketen. Band 2: Friedrich Schmiedl, ein Raketenpionier aus Graz. Herausgegeben von der Ing. Friedrich Schmiedl Stiftung in Graz. Manumedia-Verlag Schnider, Graz 1998, ISBN 3-900993-89-0.